# Баарс, Ян
Ян Антониус Баарс (30 июня 1903, Амстердам — 22 апреля 1989, Андейк) — голландский идеолог фашизма в 30-х годах XX века.
В 1920-х годах Баарс основал журнал De Bezems, который разделял идеологию фашизма и был направлен на бедных. Журнал закрылся в 1930 году и Баарс присоединился к организации Fascistische Jongeren Bond (Фашистский молодёжный союз), которая была под руководством де Рошемона. Между ними произошёл конфликт в 1932, и подстрекатель Баарс вскоре создал собственное движение под названием «Генеральная голландская фашистская лига». Баарс получил некоторую поддержку среди бедных, так как его грубый стиль риторики легко отождествлялся с людьми, которые говорили в том же порядке. Эта группа вступила в движение Хейтона, Национальный Союз, в 1933 году в форме «корпоративной концентрации», хотя Баарс, который был рыночным торговцем по профессии, уступил лидирующие позиции Карел Герретсону, профессору университета, который возглавлял новую группу. Баарс ушёл из АНФБ в 1934 году и организация вскоре распалась. После краткого участия в противостоянии Антону Мюссерту и его НСБ Баарс бросил политику в 1936 и вернулся к рыночной торговле.
Критикуя Адольфа Гитлера за антисемитизм, Баарс не сотрудничал с немцами и даже активно помогал голландскому сопротивлению.